# Floriana
Floriana (in maltese Il-Furjana) è una città di Malta situata in prossimità della capitale La Valletta. Al settembre 2019 la sua popolazione era di 2 032 abitanti.

## Geografia fisica
La città è situata sulla costa settentrionale su una penisola rocciosa (la Penisola Sciberras) che sorge tra due ampie insenature in cui sono situati i porti della città: Porto Grande (ribattezzato dagli inglesi Grand Harbour) e Porto Marsamuscetto. Confina a nord-est con la capitale La Valletta ed a sud-ovest con i comuni di Pietà, Ħamrun e Marsa.

## Origine del nome
Il nome della località è stato ispirato dall'architetto e ingegnere militare italiano Pietro Paolo Floriani, nativo di Macerata, autore delle fortificazioni della città. La cittadina residenziale attuale è il risultato del lavoro di pianificazione voluto dal Gran Maestro António Manoel de Vilhena, motivo per il quale Floriana mantiene il titolo onorifico di Borgo Vilhena.

## Storia
Nel 1634, in previsione di un possibile attacco ottomano, il Gran Maestro Antoine de Paule decise di rafforzare le fortificazioni de La Valletta, capitale dell'isola maltese. Papa Urbano VIII, cui il Gran Maestro aveva chiesto aiuto, inviò l'ingegnere militare Pietro Paolo Floriani per supervisionare i lavori per la costruzione di una seconda linea di difesa a supporto di quella già esistente. Iniziata nel 1636, la cinta muraria che sarà in seguito nota come Floriana Lines sarà parzialmente completata nel 1640, ma sarà terminata solo nel 1721.
Pochi anni dopo nel 1724 il Gran Maestro António Manoel de Vilhena decise di avviare l'edificazione dello spazio compreso fra le due cinte murarie, fondando il sobborgo di Borgo Vilhena; il nome di Floriana si impose comunque nel tempo. La cittadina iniziò ad attrarre, anche in virtù della sua vicinanza alla capitale, abitanti provenienti dalle altre località dell'isola, raggiungendo l'apice di popolazione nel 1860 (ca. 7800 residenti).
Gravemente bombardata dall'aeronautica italiana durante la seconda guerra mondiale, nel corso delle operazioni del cosiddetto assedio di Malta, Floriana ha visto declinare la propria popolazione residente nella seconda metà del XX secolo, attestandosi attorno alle 2.000 unità negli anni 2010.

## Monumenti e luoghi di interesse
- Chiesa di San Publio: dedicata a San Publio, patrono della città tradizionalmente considerato il primo vescovo di Malta che, secondo la tradizione, accolse l'apostolo San Paolo nel suo naufragio sull'isola. È stata edificata fra il 1733 ed il 1768, anno in cui venne inaugurata con la traslazione sul luogo di una reliquia del santo[11]. La cupola fu terminata nel 1780 e ulteriori lavori alla facciata furono completati nel 1890. Bombardata durante la seconda guerra mondiale[10], venne ricostruita e restaurata nel dopoguerra.

- Piazza San Publju: ampia piazza antistante la chiesa arcivescovile, originariamente utilizzata dai cavalieri dell'Ordine di San Giovanni come granaio sotterraneo (da qui il nome alternativo di The Granaries[12]), è stata teatro di alcuni dei più importanti avvenimenti nella storia di Malta, fra i quali la celebrazione dell'indipendenza dell'isola nel 1964[13] e, durante la seconda visita di Papa Giovanni Paolo II all'isola, la cerimonia di beatificazione di maltesi Giorgio Preca (fondatore della Società della dottrina cristiana e successivamente santificato)[14], Ignazio Falzon e Maria Adeodata Pisani.

- Porte des Bombes (Porta delle bombe): monumentale porta di ingresso alla città, edificata nel 1720-21. Originariamente parte della cinta muraria cittadina[15], venne ampliata nel 1868 con l'aggiunta di un secondo ingresso e separata dal resto delle mura negli anni '30, dandole l'aspetto attuale simile ad un arco trionfale[16][17].

- War Memorial: obelisco celebrativo dedicato alle vittime maltesi delle due guerre mondiali. Inaugurato nel 1938 riporta sul basamento le attestazioni del ruolo avuto da Malta durante i conflitti mondiali ottenute da Giorgio V, Giorgio VI e Franklin Roosevelt ed è ornato da sei bandiere maltesi e, dal 2012, da due fiamme eterne[18]. A poca distanza sorge il Malta Memorial, colonna commemorativa dei 2.298 aviatori del Commonwealth britannico caduti nel corso della seconda guerra mondiale, inaugurata nel 1954[19].

- Argotti Gardens: giardini botanici costruiti nel 1774 come proprietà personale del Gran Maestro Manuel Pinto de Fonseca, aperti al pubblico nel 1805. Sono attualmente visitabili dal pubblico ed ospitano un piccolo museo dedicato alle piante e alla vegetazione tipiche maltesi[20].

- Chiesa dell'Immacolata Concezione: costruita originariamente nel 1585 e ricostruita dopo la peste del 1676, ospita al suo interno diverse opere di Mattia Preti[21].

## Società

### Tradizioni e folclore
La tradizionale festa locale, celebrata il 5 di maggio, è dedicata al santo patrono S. Publio. Durante le celebrazioni, una processione accompagna la statua lignea del santo, trasportata a braccia, nel suo percorso lungo le vie cittadine.

## Infrastrutture e trasporti

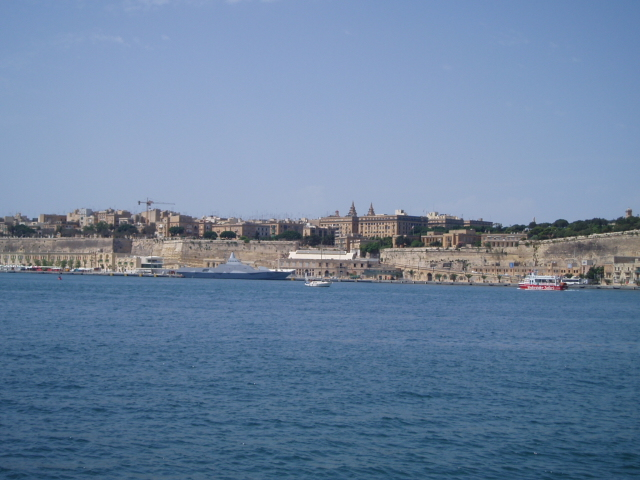
Floriana (sinistra) e La Valletta (destra) viste da Vittoriosa.

Vista la sua posizione accanto alla capitale, Floriana è servita da quasi tutte le linee di autobus urbani di Malta Public Transport dirette o provenienti da La Valletta e verso gran parte dell'isola. La stazione ferroviaria di Floriana fu chiusa nel 1931. Nel Porto Muschetto al molo del lungomare Sa Maison attraccano i traghetti della Gozo Channel Company che collegano al porto di Mugiarro mentre nel Porto Grande si trovano il terminal della Virtu Ferries per i collegamenti con la Sicilia ed il terminal passeggeri per le numerose navi da crociera che attraccano nel porto maltese. Gli scali del Traghetto Gozo Channel Company presso Sa Maison sono effettuati solo per il servizio cargo o per alcuni eventi particolari alla Valletta.

## Amministrazione

### Gemellaggi
Macerata, dal 2007
 Kerċem, dal 2008

## Sport
La squadra di calcio principale della città è il Floriana, una delle compagini più titolate dell'isola ed attualmente detentrice del titolo di campione di Malta.